# Das Raubtier ist los!
Das Raubtier ist los, in Österreich unter dem Titel Kleine Frau mit rotem Haar erschienen, ist ein US-amerikanischer Spielfilm von Norman Panama und Melvin Frank aus dem Jahr 1950. Die deutsche Erstaufführung erfolgte am 17. Februar 2003 auf dem Fernsehsender ORB.

## Inhalt
Kathy Maguire ist empört: Nach 20 Jahren als Zoodirektor wird ihr Vater Kevin fristlos entlassen und das nur, weil er missbilligt, dass Commodore Parker seine auf Afrikareisen erlegten Tiere als Trophäen an die Zooinnenwände nageln lässt. Sie verprügelt Parkers Tochter, als die Cäsar, den Löwen des Zoos, nervös macht, und muss nun mit einer Anklage wegen Körperverletzung rechnen. Kathy wendet sich an den Rechtsanwalt Andy Hale, der in der anstehenden Wahl zum Bürgermeister als Kandidat antritt. Er wirbt für seine Unterstützung der Unterschichten und ist dabei besonders glaubwürdig, weil er im Waisenhaus der Stadt aufwuchs.
Andy wollte seinen Wahlkampf eigentlich mit Unterstützung Parkers gewinnen, bekommt jedoch Skrupel, als er erkennt, dass er im Falle eines Sieges nicht mehr als eine Marionette Parkers sein würde. Als Kathy vor ihm steht und Parker der Beeinflussung der Parkkommission zum Rauswurf ihres Vaters bezichtigt, wird er hellhörig. Beim Besuch bei Kevin erfährt er, dass Parker der Grund und Boden gehört, auf dem der Zoo errichtet wurde – dies wurde jedoch im Laufe der Zeit vertuscht. Andy lernt hier auch weitere Mitglieder der Familie kennen: Affen, Lamas, Kamele und den zahmen Löwen Herman, die auf dem Grundstück der Maguires Leben. Auf der Heimfahrt offenbart die leicht chaotische und direkte Kathy ihm, dass sie beide möglicherweise ein Paar werden könnten und sie küssen sich zum ersten Mal. Am nächsten Tag sagt Andy Parker die Kandidatur für das Amt des Bürgermeisters ab und begibt sich auf Nachforschungen zu dessen Grundstückskäufen. Kathy wiederum bekommt ein schlechtes Gewissen, da offensichtlich ihr und des Vaters Schicksal Andy zur Aufgabe seiner politischen Ambitionen gebracht haben. Sie organisiert in Andys Abwesenheit die Kinder des Waisenhauses, die einen offensiven Wahlkampf für Andy beginnen.
Andy beginnt nach seiner Rückkehr überrascht den Wahlkampf, bei dem er nun gegen den Kandidaten Parkers antritt. Obwohl er bei bestimmten Bevölkerungsgruppen beliebt ist, zeigt sich bald, dass er den Wahlkampf gegen Parkers Mann nicht gewinnen wird. Seine Nachforschungen zu den Grundstückserwerbungen haben ergeben, dass Parker sie illegal über Scheinfirmen abgewickelt hat. Er erpresst Parker mit seinem Wissen und sichert sich so für alle überraschend die öffentliche Unterstützung von Parker und seinen Leuten. Kathys guter Freund Tim ist Zeitungsreporter und erfährt von Andys Erpressung. Gleichzeitig wird deutlich, dass Andy in seinen Entscheidungen nun zunehmend von Parker gelenkt wird.
Andy schenkt Kathy einen Verlobungsring, den sie empört zurückgibt, nachdem sie durch Tim von Andys Aktion erfahren hat. Andy besinnt sich auf seine ursprünglichen Versprechen und bricht während einer Radioübertragung öffentlich mit Parker. Er kündigt zudem an, dessen Machenschaften vor Gericht zu bringen. Die Heimfahrt wird für Andy noch einmal aufregend, da aus dem Zoo der gefährliche Löwe Cäsar ausgebrochen ist. Während die Polizei, Kathy und Kevin das Tier suchen, sieht Andy es am Straßenrand und verwechselt den Löwen mit dem zahmen Herman. Er lockt das Tier in seinen Wagen und fährt es in Richtung Zoo. In letzter Sekunde gelingt es Kathy und den Polizisten, Andy von der Gefährlichkeit des Löwen zu überzeugen und das Tier in einen Käfig zu sperren. Nun können sich Kathy, die Andys Radioansprache gehört und ihm verziehen hat, und Andy endlich in die Arme fallen.

## Kritik
Der Filmdienst bewertete Das Raubtier ist los als „schwungvolle Komödie mit dem damaligen Traumpaar Allyson/Powell – auch im wirklichen Leben verheiratet –, die zwar nicht alle Erwartungen erfüllt, aber abwechslungsreich unterhält.“